# 紫帶短脊鱂
紫帶短脊鱂，為輻鰭魚綱鯉齒目鯉齒亞目花鳉科的其中一種，分布於中美洲哥斯大黎加的淡水流域，本魚體略帶金色，體側具一條黑色的縱帶，魚鰭為黃色或橙色，臀鰭基部上方有一黑斑，尾鰭截形，體長可達6公分，棲息在水淺的溪流，屬肉食性，生活習性不明。